# ルナ物産
ルナ物産株式会社（ルナぶっさん）は、愛媛県松山市南高井町に本社を置く乳製品メーカー。雪印メグミルクのグループ会社である。

## 沿革
- 1965年 - 乳製品・乳業資材の製造・販売を目的とした「有限会社四国ヨーグルトン」を設立。
- 1969年 - 組織を株式会社に変更し、「ルナ物産株式会社」に改称。
- 1972年 - 松山市竹原町に本社・乳酸菌飲料・はっ酵乳工場を新設。松山市森松町に社屋・工場を新設し、移転し、プリン・ゼリー等の洋生菓子製造部を増設。
- 1980年 - 松山市南高井町に本社・工場を新設し移転。
- 1981年 - 自社抽出によるコーヒーゼリー製造開始。
- 1989年 - 本社工場内に3階建ての生産管理棟を新設。
- 1990年 - 森松工場に大型焼きプリンラインを設置。
- 1991年 - 森松工場に焼きプリンライン（2号機）を増設。
- 1994年 - 本社事務所を工場隣接地に新築移転。本社跡地に新工場（第3課）を増設して焼きプリンラインを森松工場より移設。	大口径容器のゼリー・プリンラインを増設し生産ラインを拡張。
- 1996年 - 食品衛生優良施設として厚生大臣表彰を受賞。第2課のデザート製造4ラインに大型自動冷却設備（水冷）を設置。
- 1998年 - 新旧工場棟を増設し冷蔵庫を拡充。第3課1階に乳飲料ラインを新設。
- 1999年 - 第3課1階に蒸しプリン製造ラインを新設。
- 2007年 - 第3課2階の焼きプリンラインを1基撤去し、跡に蒸しプリンライン（2号機）を増設。
- 2009年 - 第3課焼きプリンラインを撤去。第3課2階に蒸しプリンライン（3号機）を増設。
- 2012年 - ISO22000認証取得（全商品対象）。
- 2014年 - 雪印メグミルクと資本提携。
- 2015年 - ユーティリティー（ターボ冷凍機・コンプレッサー・コンデンシングユニット）を省エネルギー設備に更新。
- 2017年 - 総合衛生管理製造過程を返上し、ISO22000へ一本化。
- 2018年 - 工場隣接地で新工場MSF(ムーンスノーファクトリー)稼働開始[2]。FSSC22000認証取得（全商品対象）。